# Eupithecia extinctata
Eupithecia extinctata är en fjärilsart som beskrevs av Karl Dietze 1903. Eupithecia extinctata ingår i släktet Eupithecia och familjen mätare. Inga underarter finns listade i Catalogue of Life.